# Deficiencia de adhesión leucocitaria
La deficiencia de la adhesión de los leucocitos se debe a un defecto en las moléculas de adhesión, lo que causa una disfunción de los granulocitos y los linfocitos, y a infecciones recurrentes de partes blandas.
Se causa principalmente por errores y fallos en el par de cromosomas número 21, uno de los 23 pares de cromosomas sexuales adquiridos por parte de los padres.